# سلام!
سلام! (انگلیسی: Hey There!) یک فیلم کمدی صامت کوتاه به کارگردانی آلفرد جی. گلدینگ است که در سال ۱۹۱۸ منتشر شد.

## بازیگران
- هارولد لوید
- اسناب پالرد
- ببه دنیلز
- ویلیام بلیسدل
- سمی بروکس
- لایج کانلی
- ویلیام گیلسپی
- جون هوک
- چارلز استیونسون
- جیمز پروت
- دوروثیا والبرت
- هری کلیفتون